# Miláček slunce
Miláček slunce (2015) je šesté oficiálně vydané řadové album skupiny Květy. Obsahuje 12 písniček, které jsou autorským dílem Martina Evžena Kyšperského, frontmana kapely. Aranže písní jsou dílem celé kapely.
Vyšlo po třech letech od posledního alba, což je nejvíc v historii skupiny. Vyšlo na CD, MC (s krátkou bonusovou skladbou), je také ke stažení v mp3, Flacu či Wavu, na podzim 2015 vyšlo album také LP.
Out take alba, skladba Ktosi eště bdie (Dežo Ursiny / Ivan Štrpka, aranžmá: Martin Kyšperský), vyšla na desce Vinyla 2015.
Album bylo oceněno Andělem v kategorii alternativní hudba.

## Seznam písní
1. Je podzim
2. Cizinec
3. Syn
4. ČKNO
5. Uklízím pokoj
6. Věrka
7. Opičí král (ještě přece je čas)
8. V jezeře mléka a mlhy
9. Kočičí dům
10. Ty
11. Jablka
12. Psi

## Obsazení
- Květy
  - Martin Evžen Kyšperský – zpěv, kytary, piano (2, 7, 9), kalimba (1), baskytara (5, 6, 9), klávesy (3, 6, 7, 12), vibrafon (7, 11), zvonkohra (11), mandolína a hrnce (10)
  - Aleš Pilgr – bicí a perkuse, pady, balafon (4, 8, 12), tympány (5), harmonium a klávesy (11), zpěv
  - Ondřej Čech – elektrický a akustický kontrabas, baskytara
  - Albert Novák – housle, zpěv
- hosté
  - Míša Antalová – bicí (5, 8), zpěv (9), zvonečky (4)
  - Jan Unger – zpěv (1, 2, 5, 7, 11), flétna (1, 8)
  - Filip Nebřenský – tuba (1)
  - Josef Klíč – cello (2)
  - Ondřej Ježek – varhany (1), zpěv (2, 11)
  - Jana Pilgrová a Luu – zpěv (6)